# Lovely Devil
Lovely Devil (悪魔で候, Akuma De Sourou) est un manga de type shōjo écrit et dessiné par Mitsuba Takanashi. Il a été prépublié dans le magazine Betsuma entre septembre 2006 et août 2008 et édité par Shūeisha. Il est édité en France par Panini Manga et aux États-Unis par CMX Manga.

## Histoire
Ce sont les aléas de la vie de Kayano Saitô, élève de première, qui est comme toutes les lycéennes, avec ses amours et ses déceptions. L'histoire commence quand elle va donner sa lettre d’amour (pousser par ses amies) à Kamijô Yûichi (capitaine de l'équipe de basket). Mais elle est tellement stressée qu'elle se trompe de personne et se déclare à Takeru Edokawa (élève de seconde), qui est une personne connue pour être rebelle et sadique. Elle se sent si honteuse qu'elle s'enfuit en courant, en oubliant derrière elle sa lettre. 
Une fois qu'elle repense à ce qui s'est passé, elle se lève aux aurores pour la retrouver et en la trouvant, elle trouve aussi Takeru qui la tient. Elle demande de la lui donner mais celui-ci refuse et oblige Kayano à être son esclave sous peine de voir sa lettre photocopiée et éparpillée dans tout le lycée. 
Par certains événements elle ne va plus être son esclave mais ce n'est pas pour autant qu'il va la laisser tranquille, ainsi commence les tourments de Kayano qui n'est pas au bout de ses peines, surtout quand elle va apprendre que Takeru va devenir son frère par le biais du mariage de sa mère et du père de celui-ci. 
Va se rajouter à cela les sentiments qu'elle va éprouver pour Takeru et le comportement de celui-ci vis-à-vis d'elle qui la laisse perplexe.